# Сканнери
Сканнери (англ. Scanners) — канадський фантастичний фільм жахів режисера Девіда Кроненберга.

## Сюжет
Сканнери — люди що вміють читати думки інших і вміють убивати своїм мозком. Один зі сканнерів, Кемерон Вейл, на прохання доктора Пола Рута, фахівця із психічних відхилень, намагається розшукати сканнера Дерріла Рівока, який стоїть на чолі таємної організації, що переслідує мету встановити панування в усьому світі. На допомогу Кемерону приходить Кім Обріст, яка володіє подібним даром управляти чужим розумом.

## У ролях
- Дженніфер О'Нілl — Кім Обріст
- Стівен Лек — Кемерон Вейл
- Патрік МакГуен — доктор Пол Рут
- Лоуренс Дейн — Брейдон Келлер
- Майкл Айронсайд — Дерріл Рівок
- Роберт А. Сілверман — Бенджамін Пірс
- Лі Брокер — служба безпеки
- Мавор Мур — Тревелян
- Адам Людвіг — Арно Кростік
- Мюррей Крачлі — програміст 1
- Фред Додерлейн — Дітер Тауц
- Геза Ковач — вбивця у крамниці
- Сонні Форбс — вбивця на горищі
- Жером Тібергйен — вбивця на горищі
- Деніс Лакруа — вбивця в сараї
- Елізабет Мудрі — вбивця в сараї
- Віктор Десі — доктор Гатіно
- Луїс Дель Гранде — перший Сканнер
- Ентоні Шервуд — Сканнер на горищі
- Кен Умланд — Сканнер на горищі
- Енн Енглін — Сканнер на горищі
- Джок Брендіс — Сканнер на горищі
- Джек Мессінджер — Сканнер у дверях
- Віктор Найт — доктор Фрейн
- Карен Фуллертон — вагітна дівчина
- Маргарет Гадбойс — жінка в торговому центрі
- Терренс П. Коді — служба безпеки 1 пасажир
- Стів Майклс — служба безпеки 1 водій
- Малкольм Нелторп — Рей, служба безпеки 2 водій
- Ніколас Кілбертус — служба безпеки 2 напарник
- Дон Буксбаум — чоловік в торговому центрі
- Роланд Нінчері — чоловік в торговому центрі
- Кімберлі МакКівер — Hallucinating Guard
- Роберт Бойд — Hallucinating Guard
- Грехем Батчелор — технік Йоги
- Дін Хагопіан — програміст 2
- Алекс Стівенс — програміст 3
- Ніл Аффлек — студент-медик в торговому центрі

в титрах не вказані
- Джон Бресінгтон — робітник
- Кріс Бріттон — робітник
- Джек Кенон — робітник
- Річард Чепман мол. — робітник
- Леон Герберт — робітник
- Вільям Хоуп — робітник
- Томас Ковач — парубок
- Йен МакКью — Сканнер / охоронець
- Сем Стоун — охоронець

## Цікаві факти
- Ідею створення картини підказала один з розділів роману Вільяма С. Берроуза «Голий ланч», в якому згадується організація телепатів, одержимих ідеєю світового панування.
- У сцені, де вибухає голова, був використаний муляж з латексу, наповнений собачим кормом і кролячою печінкою. Під час зйомок у цей муляж вистрілили з пістолета.
- Грим робив Дік Сміт, майстер, який прославився роботою над фільмом «Той, що виганяє диявола».